# Glándula coxal

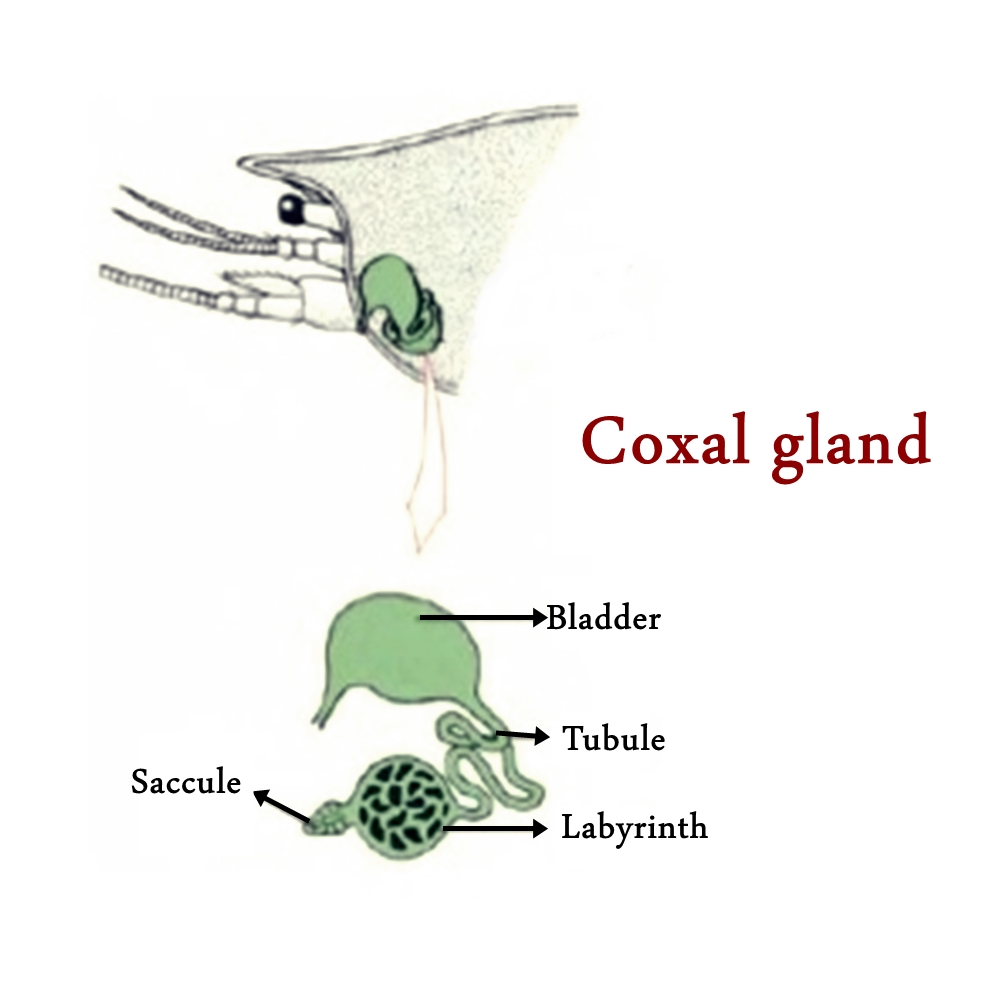
Glándula coxal y sus componentes.

La glándula coxal es una glándula que se encuentra en algunos artrópodos, para recoger y excretar orina. Se encuentran en todos los arácnidos (a excepción de algunos Acari), y en otros chelicerados, como los cangrejos herradura. Se cree que la glándula coxal es homóloga con la glándula antenal de los crustáceos. La glándula consta de un saco terminal (sáculo), un largo conducto (laberinto) y una vejiga terminal (depósito). Generalmente hay un solo par (dos en algunas arañas), y se abren en la coxae de las patas para caminar. La secreción coxal de las garrapatas hembras adultas de Ornithodoros erraticus contiene una feromona sexual.

## Sistema excretor
El sistema excretor del langostino carece de un verdadero riñón. En su sistema excretor se encuentran las siguientes partes:
- Glándulas antenales o verdes: Un par de glándulas entéricas se encuentran en la coxa (Grapa) de cada antena. Son de color verde, de ahí el nombre de "glándula verde". La glándula antenal consta de cuatro regiones:
  - Saco terminal: Es la parte más pequeña que tiene forma de frijol. Se encuentra entre la vejiga y el labrum. En su interior se encuentra una gran fosa sanguínea. Tiene dos niveles en la pared. Sus paredes tienen numerosos vasos sanguíneos que constituyen la capa externa, la capa interna es fina y contiene grandes células epiteliales excretoras. El saco terminal funciona de forma similar a la nefrona glomerular de los vertebrados.
  - Laberinto: El laberinto está muy enrollado y está formado por túbulos excretores ramificados. Los vasos sanguíneos se encuentran en la masa de tejido conectivo. Estos conductos tienen un gran sistema excretor están cubiertos por una sola capa de células. El laberinto está implicado en el movimiento de iones y la reabsorción de proteínas.
  - Vejiga: Es la parte interna de la última célula y es la parte más grande. Está formada por una sola capa de epitelio excretor. Su pared interna emerge para formar un pequeño uréter o uréter. El uréter está encerrado en el exterior por una abertura renal redonda, que se encuentra en la superficie interna de la coxa de las antenas, encima de una papila. La vejiga almacena la orina. Un uréter conecta la vejiga con el nefroporo (poro excretor) bajo la base de la segunda antena.
  - Conductos laterales: Un estrecho conducto lateral emerge de la vejiga de cada glándula hialina en la parte posterior. Los vasos laterales de cada lado se unen mediante un conectivo transversal delante del cerebro. Después de esto, moviéndose hacia atrás a lo largo de ambos el esófago se abre en el saco renal.

## Comunicación
En los invertebrados con glándulas coxales, muchas formas de comunicación se transmiten a través de sustancias químicas en la orina. Varios estudios han demostrado que en el cangrejo de río, estas sustancias químicas transmiten información como la capacidad reproductiva, la identidad de los cangrejos de río individuales, así como sus niveles de agresión y estatus jerárquico. Por ejemplo, cuando dos cangrejos de río machos se encuentran, entrarán en combate. El combate determina qué individuo es "dominante" o "sumiso" en la jerarquía. Estos encuentros afectan a sus niveles de agresividad, regulados por la serotonina, y por tanto cambia la composición química de su orina . Los cambios químicos sufridos mediarán en posteriores encuentros, ya que ofrecerán a los cangrejos de río un cierto nivel de "familiaridad" entre ellos. Las sustancias químicas de su orina comunican su rango a otros cangrejos de río y, aunque la intensidad del encuentro sigue siendo la misma, la duración del mismo será mucho más corta.

### Interferencia de la comunicación
Las sustancias químicas extrañas introducidas en el ecosistema tienen el potencial de interferir con los receptores químicos de los artrópodos. Se ha demostrado que la escorrentía de insecticidas procedentes de aplicaciones agrícolas inhibe la comunicación en el cangrejo de río. Los Neonicotinoides son insecticidas sistémicos ampliamente utilizados que actúan como una neurotoxina para la mayoría de los artrópodos que son solubles en agua y con frecuencia llegan a varios cursos de agua. Los neonicotinoides se unen a los receptores nicotínicos de acetilcolina (nAChR), lo que mata a los insectos al sobreestimularlos. Los nAChRs pueden encontrarse en las Interneuronas del cerebro, en la uniones neuromusculares y en el bulbo olfativo. La unión de los neonicotinoides a estos receptores impide que las sustancias químicas implicadas en la comunicación se unan a sus propios receptores. Como resultado, los cangrejos de río expuestos a estos insecticidas en dosis subletales pierden su capacidad de detectar ciertas señales. Los cangrejos de río no reconocen a los individuos con los que han tenido encuentros previos, ni su estatus jerárquico. Los cangrejos de río tampoco encontrarán comida, y los experimentos de laboratorio demuestran que no muestran preferencia por entornos con o sin comida.